# Ellrodt (Adelsgeschlecht)

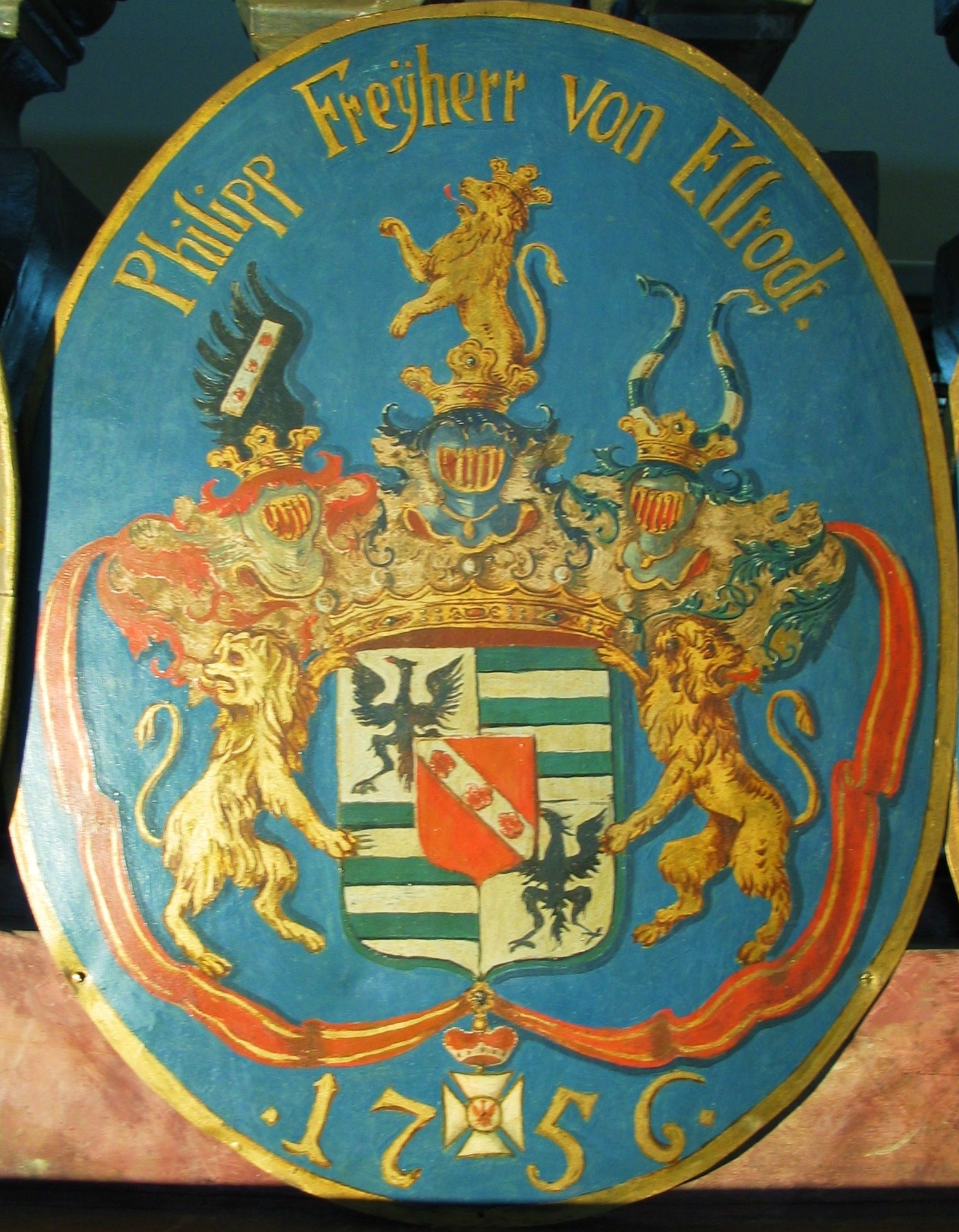
Freiherrliches Wappen von Philipp Andreas Ellrodt in der Ordenskirche St. Georgen

Die Familie von Ellrodt war eine Familie im Dienste des Fürstentums Bayreuth, die bis in den Reichsgrafenstand erhoben wurde. Ihnen gehörten die Rittergüter Neudrossenfeld, Lanzendorf, Neunhofen, Schloss Lausnitz und Reipoltskirchen.

## Geschichte
Die Spuren der in den Adelsstand erhobenen Familienmitglieder der Ellrodts lassen sich bis zum Anfang des 17. Jahrhunderts nach Kulmbach zurückverfolgen. Bürgerliche Familienmitglieder namens Ellrod stehen in Zusammenhang mit der Pfarrei Gefrees. Während das Adelsgeschlecht der Ellrodt kurz vor Mitte des 19. Jahrhunderts ausstarb, finden sich auch heute noch Nachfahren der bürgerlichen Ellrods vor allem im bayerischen Raum.

### Aufstieg bis zum Reichsgrafen
Die Söhne des Magisters Doktor Johann Michael Ellrod (1672–1709) und Magdalena Rosine, Tochter des Stallmeisters Johann Georg Ortt, gelangten im Fürstentum zu Ansehen. Wolfgang Friedrich Ellrod (* 1704) war Geheimer Rat und anschließend Konsistorialpräsident. Er wurde 1762 in den Adelsstand erhoben. Männliche Nachfahren finden sich als preußische Offiziere, die Linie gilt aber als abgestorben. Auch dem dritten Sohn Germann August Ellrod (1709–1760) wurde die Adelserhebung angeboten, er lehnte jedoch ab. Sein Verdienst liegt in geistlichen und bildenden Aufgaben, er war unter anderem erster Theologieprofessor der Universität Erlangen.
Der zweite Sohn Philipp Andreas (1707–1767) zählte zu den engsten Mitarbeitern des Markgrafen Friedrich III. und übte zu dessen Lebensende faktisch die Regentschaft über das Fürstentum aus. Er wurde 1750 in den Adelsstand erhoben, 1759 in den Freiherrenstand und 1762 in den Reichsgrafenstand. Er gehörte dem Roten Adlerorden an. Über seine Person sind viele Details aus den Memoiren der Markgräfin Wilhelmine überliefert.
1689 hatte Markgraf Christian Ernst das Rittergut Drossenfeld an den Geheimen Hof- und Justizrat sowie Lehenprobst Johann Wolfgang Franke verkauft. Nach Frankes Tod 1707 erbten seine Geschwister und deren Kinder den Besitz. Unter diesen war auch die Mutter des späteren Reichsgrafen von Ellrodt. Philipp Andreas Ellrodt kaufte ab 1740 die Anteile der übrigen Erbberechtigten auf und wurde 1752 alleiniger Besitzer des Rittergutes Drossenfeld. Kaufbriefe über die Rittergüter Lausnitz und Neunhofen von 1745 befinden sich im Staatsarchiv Bamberg.

### Ausbau der Herrschaft

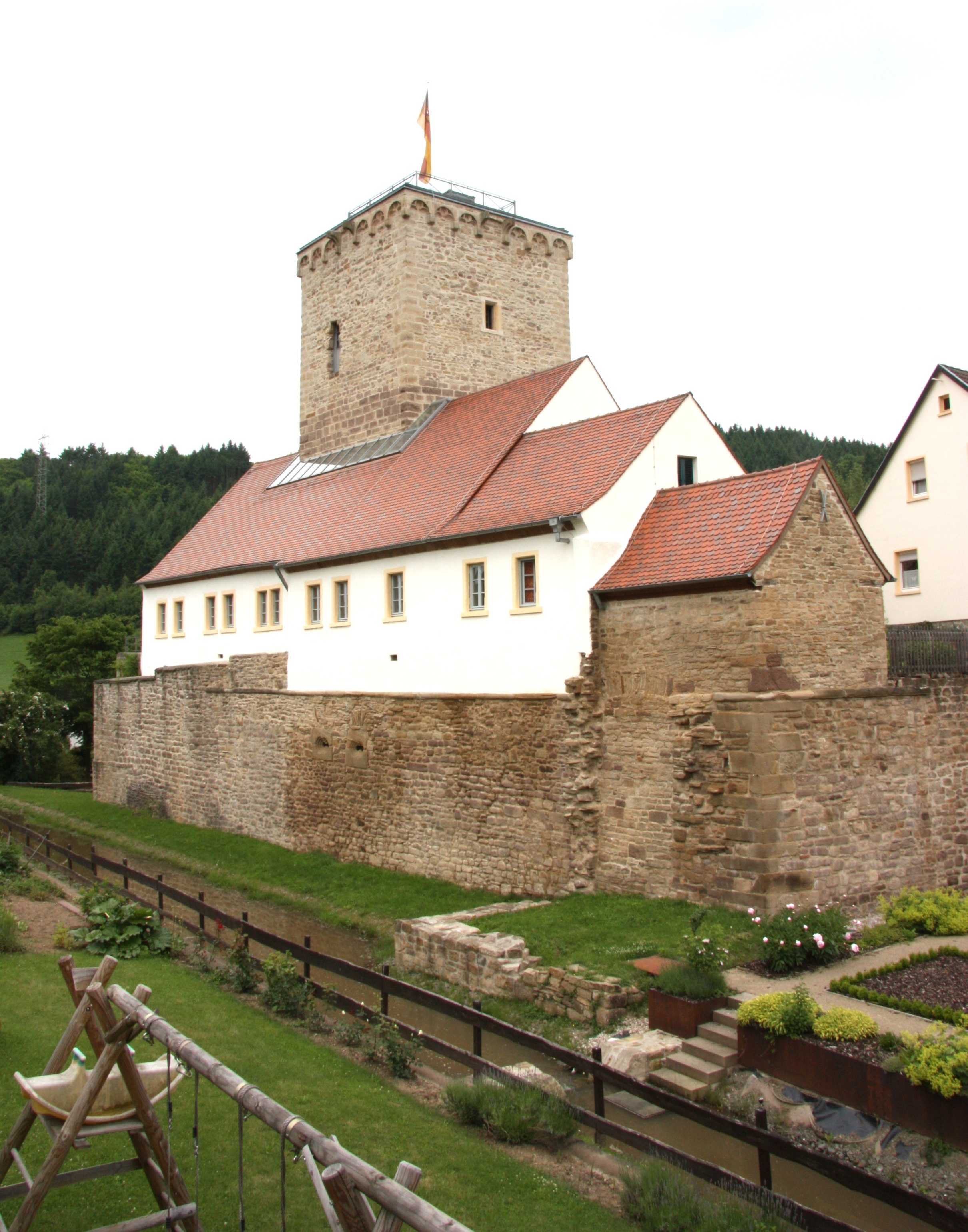
Wasserburg Reipoltskirchen 2010

1763 kaufte der markgräfliche Erste Minister und Landschaftspräsident Philipp Andreas Graf von Ellrodt dem aus schwedischem Adel stammenden Grafen Löwenhaupt dessen Anteil an Reipoltskirchen für 140.000 Gulden ab. Den Grafen Löwenhaupt hatte seit 1608 durch eine Erbschaft die ganze Herrschaft Reipoltskirchen gehört. Durch Heirat und Fehlen männlicher Nachkommen wurde Reipoltskirchen 1628 eine Erbengemeinschaft. Seit 1730 hatten sich die Grafen Löwenhaupt die Herrschaft über Reipoltskirchen mit den Grafen von Hillesheim teilen müssen. Dem Kaufvertrag zwischen Ellrodt und Löwenhaupt wurde in einem Aktenstück eine genaue Beschreibung der Herrschaft Reipoltskirchen vorangestellt.

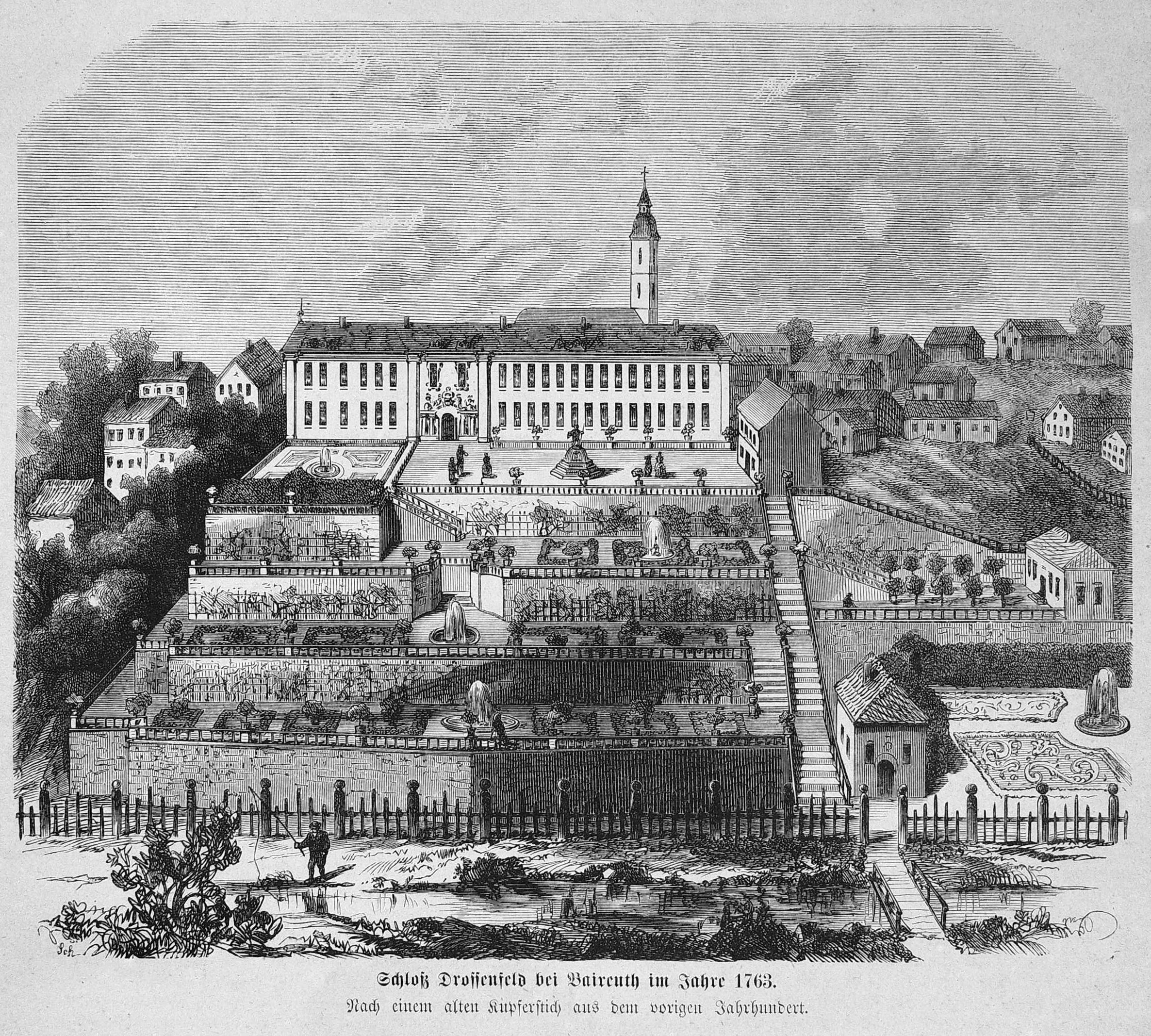
„Schloß Drossenfeld bei Baireuth im Jahre 1763.“

Graf Philipp Andreas von Ellrodt und Sohn Friedrich Wilhelm haben als Besitzer des Rittergutes Neudrossenfeld das dortige Schloss erheblich erweitert. Nachdem die Vermählung im Jahre 1763 des 26-jährigen Sohnes Friedrich Wilhelm Reichsgraf von Ellrodt, Gesandter der Markgrafen am Wiener Hof, mit der Gräfin Christine Wilhelmine Luise von Löwenhaupt bevorstand, sollte das Schloss Drossenfeld zum Wohnsitz des jungen Paares und Neudrossenfeld zu deren Herrschaftssitz ausgebaut werden. Der Bayreuther Markgrafenarchitekt Carl von Gontard übernahm die Planung und Ausführung. Wo heute das Wohngebiet „Sommerleite“ liegt, wurde 1763 ein Englischer Garten mit Alleen, Obstbäumen, Springbrunnen und Spazierwegen angelegt. In dieser Zeit wurden von Gontard auch die Hängenden Gärten im Süden des Schlosses angelegt. In der im Markgrafenstil neu erbauten Dreifaltigkeitskirche befindet sich beim Nordportal die Ellrodt-Familiengruft und eine eigene Loge für die Familie. Auch der Grundstein für das erste Pfarrhaus in Neudrossenfeld wurde unter den von Ellrodt gelegt. Graf Friedrich Wilhelm ließ ein Dorf Lerchenfeld bestehend aus zwölf Häusern anlegen. Zu den Bautätigkeiten zählt auch der Ellrodtsche Gartenportikus in Bayreuth.

### Niedergang

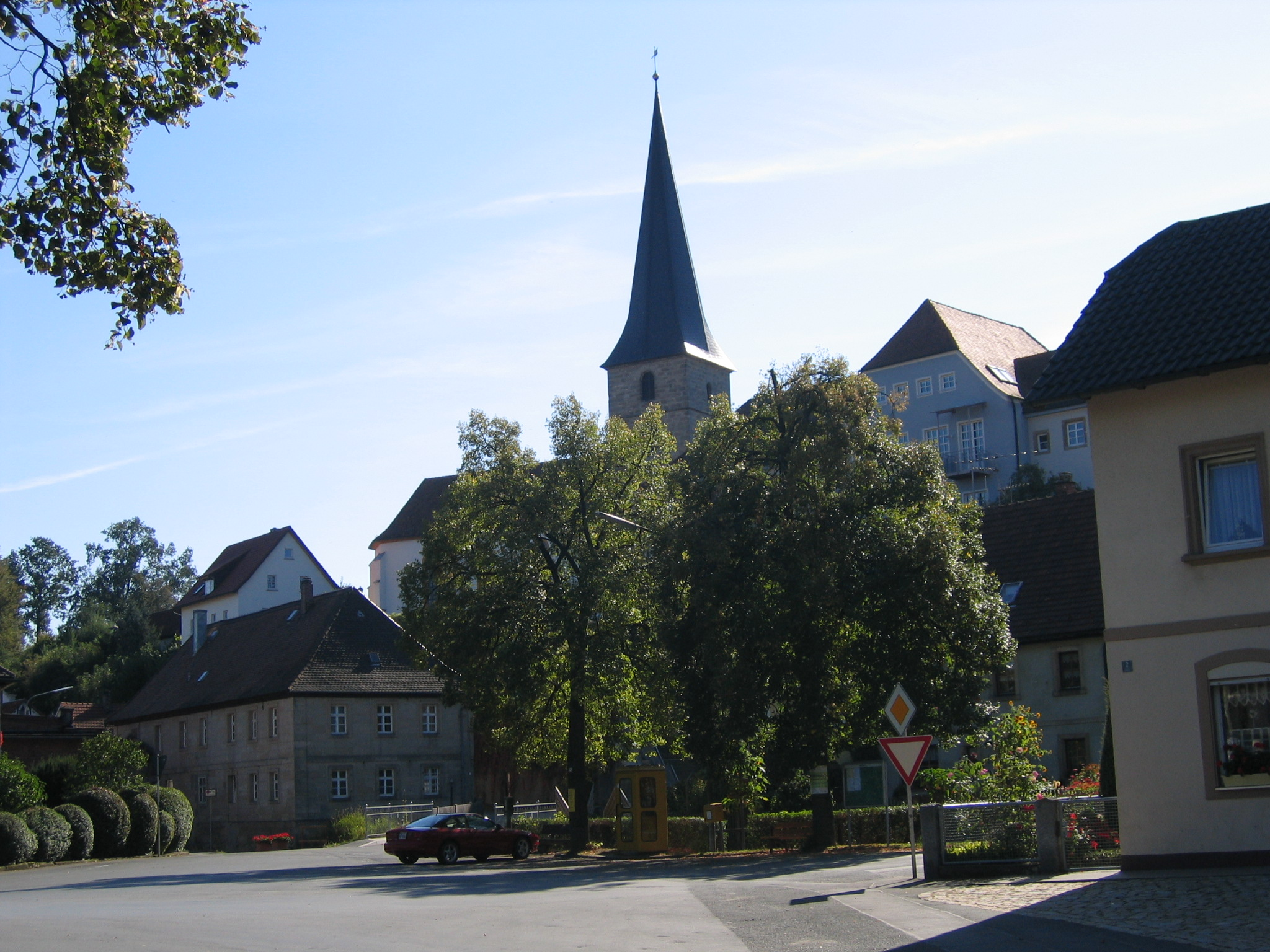
Lanzendorf, Kirche und ehemaliges Schloss

Unter dem Nachfolger des Markgrafen Friedrich fielen die Grafen von Ellrodt zeitweise in Ungnade, die Ehe des jungen Grafenpaares währte auch nicht lange, Friedrich von Ellrodt starb noch vor seinem Vater im Alter von 28 Jahren an einer Brustkrankheit, kaum 18 Monate nach der Hochzeit. Die Arbeiten am Schloss wurden abrupt abgebrochen. Der alte Graf hinterließ bei seinem Tod 1767 seiner Frau neben Schloss Neudrossenfeld, Gütern und Privilegien 230.000 Gulden Bauschulden. Im Staatsarchiv Bamberg befinden sich für den Zeitraum 1769/1771 Akten zur Bestätigung des zwischen den Seiz’schen Erben und der verwitweten Gräfin von Ellrodt abgeschlossenen Kaufvertrags über das Rittergut zu Voita. Ebenso finden sich dort Akten darüber, dass Hofrat von Knebel zu Ansbach im Zeitraum 1766–1792 gegen die Erben des Grafen von Ellrodt wegen der Sukzession in den männlichen Teil des Ritterguts Lanzendorf prozessierte. 1773–1774 erfolgte die Lehenrenovation bei dem von Ellrodt’schen Anteil des Ritterguts Lanzendorf. Gleichzeitig erfolgte ein Gesuch des Klosteramtmanns Gromann zu Kulmbach um Verleihung des käuflich erworbenen väterlichen Anteils an dem Rittergut Lanzendorf. Also prozessierten 1774 die Graf von Ellrodt’schen Erben gegen den Amtmann Gromann zu Kulmbach wegen Besitzstörung beim Rittergut Lanzendorf. 1777 trat Gromann, dessen Vorfahr, der Kammerrat Johann Wolfgang Gromann, vom Markgrafen Georg Wilhelm bereits 1710 mit dem Rittergut belehnt wurde, als Besitzer des Ritterguts Lanzendorf auf, doch erst 1790 erfolgte der vom Vormund der von Ellrodt’schen Kinder nachgesuchte lehenherrliche Konsens zur Veräußerung des halben Anteils an dem Rittergut Lanzendorf.

### Ausverkauf der Ellrodt’schen Güter

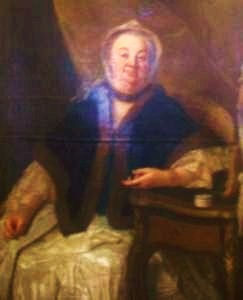
Die alte Gräfin Anna Marie Sophie von Ellrodt († 1787) überlebte ihren Gatten um zwei Jahrzehnte

Herzog Christian IV. von Zweibrücken kaufte 1773 die Ellrodt’sche Hälfte der Herrschaft Reipoltskirchen, doch nach einer Entscheidung des Wiener Hofgerichtes musste dieser Kauf wegen einer Klage der Gräfin von Hillesheim an Graf Ellrodts Witwe zurückgegeben werden, da Verwandte von Ellrodt hintergangen wurden. Die Rückgabe der Teile erfolgte erst im Jahre 1779.
Prinzessin Karoline von Isenburg ließ durch den Freiherrn Ludwig von Esebeck, Herrn des Schlossgutes Ingweilerhof, den Ellrodt’schen Anteil an Reipoltskirchen kaufen. Dieser Kaufvertrag wurde von ihrem Vater Karl Theodor in seiner Eigenschaft als Kurfürst am 1. Februar 1778 genehmigt. Der Ellrodt’sche Besitz an Reipoltskirchen endete damit.
1775 mussten die von Ellrodt das Schloss Neudrossenfeld mit allen dazugehörigen Ländereien an Georg Christoph Freiherr von Reitzenstein für 52.000 Gulden verkaufen. Der steile Aufstieg der Familie Ellrodt hatte ein jähes Ende genommen. Die Schlossanlage war noch bis zum Tode des Freiherrn von Reitzenstein 1785 und seiner Gemahlin Magdalena Christina 1789 in adeligem Besitz, in den nächsten 200 Jahren folgten acht bürgerliche Besitzer. Unter anderem gehörte es im 19. Jahrhundert sowohl zur Gastwirtschaft Hölzel als auch der Familie des Brauereibesitzers Schnupp.

## Wappen
- Das im Adelsdiplom (1750 bzw. 1762) verliehene Wappen zeigt unter silbernem Schildhaupt, darin drei rote Rosen, auf blauem Grund eine (eingebogene) silberne Spitze, diese belegt mit einem schwarzen (goldenbekrönten) Adler. In den beiden blauen Feldern ist je ein einwärts gekehrter goldener Löwe. Auf dem Helm mit rechts rot-silbernen, links blau-goldenen Decken ein wachsender goldener Löwe.
- Das (1759) im Freiherrendiplom verliehene, „gebesserte“ Wappen ist geviert und mit einem roten Herzschild belegt, darin ein silberner Schrägbalken, belegt mit den drei roten Rosen; Feld 1 und 4: in Silber der schwarze Adler, Feld 2 und 3: fünfmal von Blau und Silber geteilt; der Schild ist bekrönt mit der Freiherrnkrone, darauf ruhen drei bekrönte Helme: der rechte mit rot-silbernen Decken trägt einen schwarzen Adlerflügel, belegt mit einem abgeledigten Schrägbalken, darauf die drei roten Rosen, der mittlere mit blau-silbernen Decken trägt den wachsenden goldenen Löwen, goldenbekrönt, und der linke mit blau-silbernen Decken zwei Büffelhörner, bezeichnet wie die Felder 2 und 3. Schildhalter sind zwei auswärts sehende goldene Löwen. Um die Wappendarstellung des Freiherren Philipp mit der Jahreszahl „1756“ ist der Rote Adlerorden an rotem Band gelegt, da er diesem Orden angehörte.
- Das Wappen der „Grafen Ellrodt von Reipolzkirchen“ ist wiederum ein vermehrtes Wappen: der Hauptschild ist geteilt und dreimal gespalten (acht Felder) und trägt einen Herzschild, bezeichnet wie im Freiherrenwappen. Feld 1 und 8 zeigen in Silber einen gewellten Schrägbalken, Feld 2 und 7 bezeichnet wie Feld 1 und 4 von 1759, Feld 3 und 6 bezeichnet wie Feld 2 und 3 von 1759, Feld 4 und 5 zeigt eine silberne Kirche auf grünem Hügel (auf den Besitz von Reipoltskirchen anspielend). Auf dem Hauptschild ruht die Grafenkrone (neun sichtbare perlenbekrönte Zacken) und darauf drei bekrönte Helme, links mit dem Adler wie im Schild, einwärts gekehrt, der mittlere mit dem wachsenden Löwen wie 1759, der rechte mit dem schwarzen Adlerflügel wie 1759, belegt mit einem Schrägbalken, darauf die drei roten Rosen. Schildhalter wie 1759.[1]

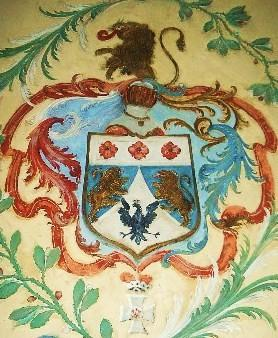
Ellrodt-Wappen in der Ellrodt-Loge der Dreifaltigkeitskirche in Neudrossenfeld
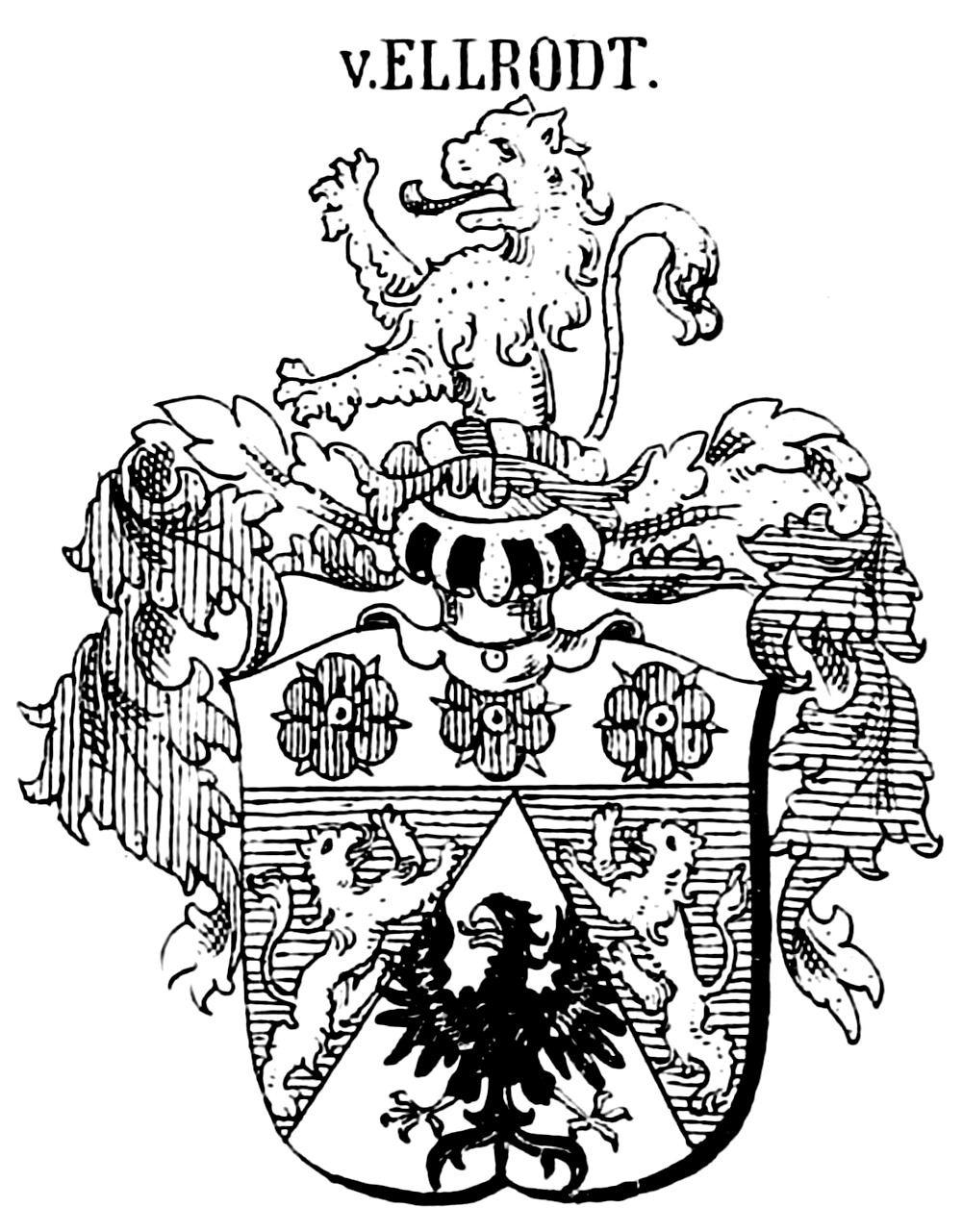
Wappen der Herren von Ellrodt (1747) in Siebmachers Wappenbüchern
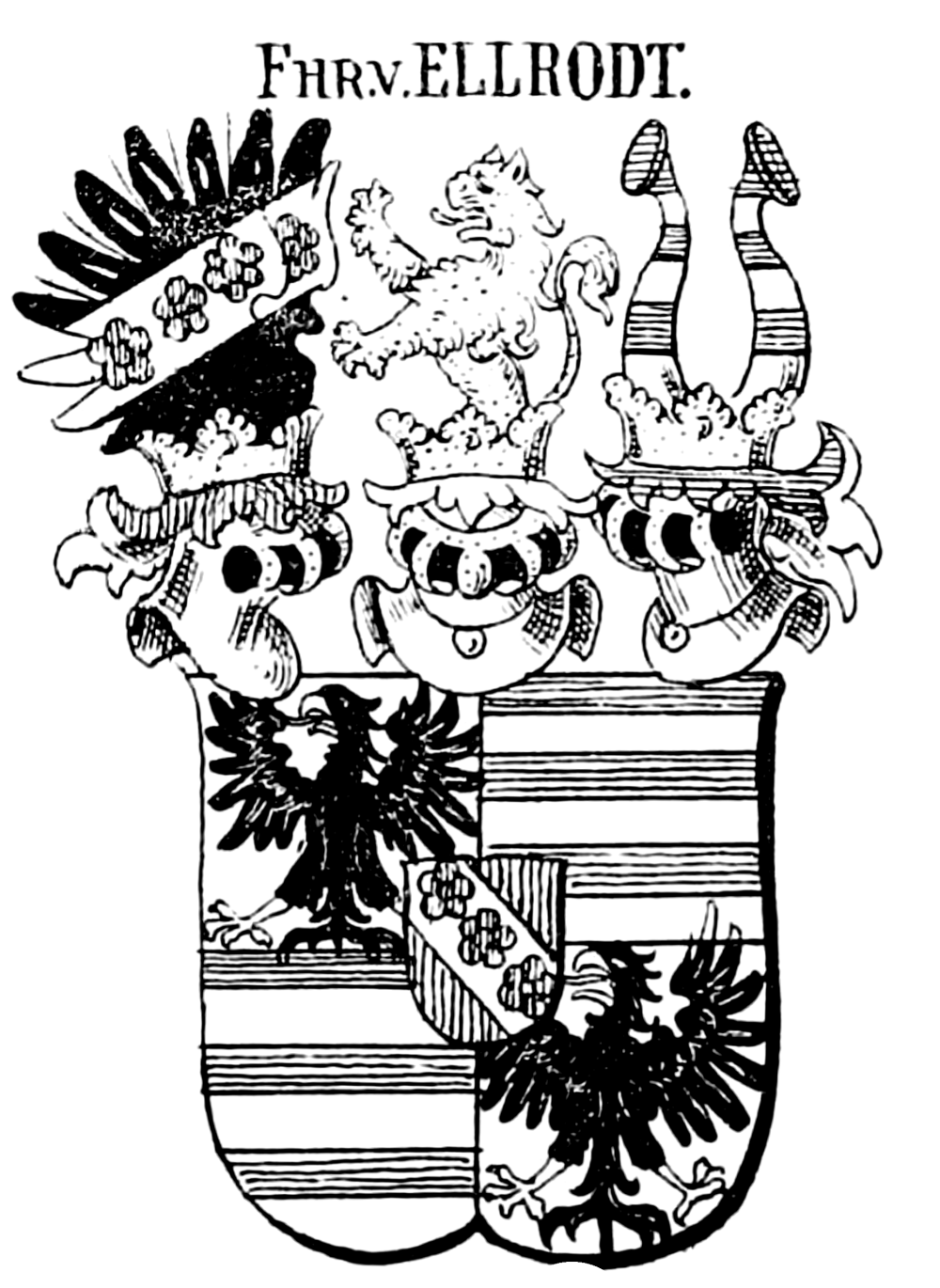
Wappen der Freiherren von Ellrodt (1759) in Siebmachers Wappenbüchern
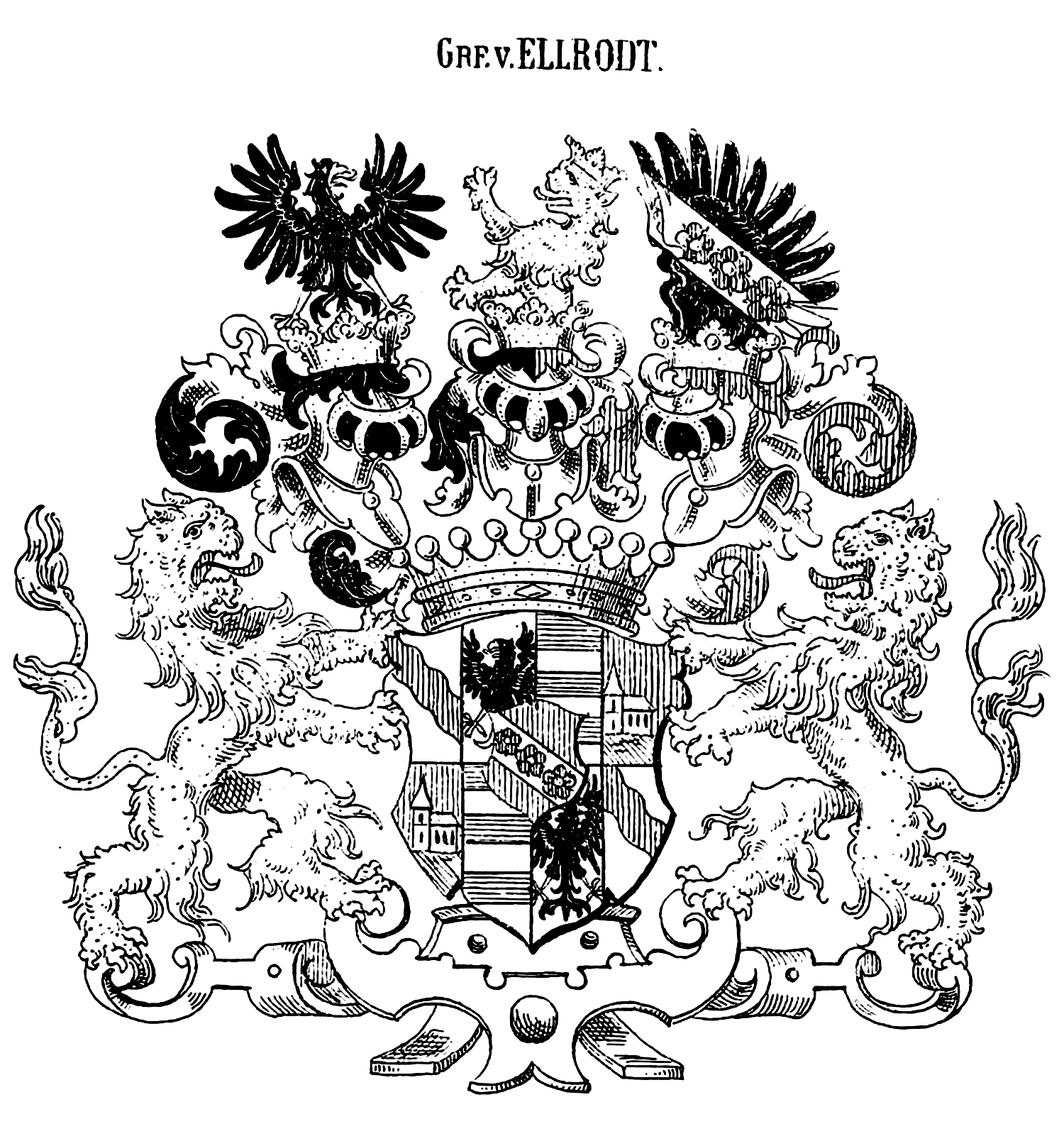
Wappen der Grafen von Ellrodt (1762) in Siebmachers Wappenbüchern
Wappen Neudrossenfelds mit Elementen des Wappens derer von Ellrodt

## Bekannte Angehörige
- Friedrich Wilhelm von Ellrodt (1772–1844), deutscher Handelsmann und Abgeordneter